# Grand Prix moto d'Imola

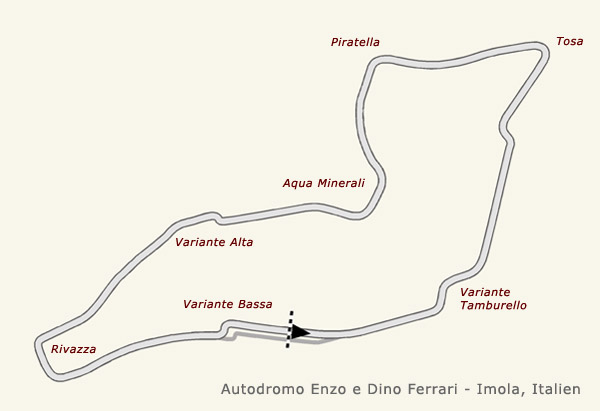

Le Grand Prix moto d'Imola est une ancienne épreuve de compétition de vitesse moto organisée par la Fédération internationale de motocyclisme de 1996 à 1999. Il avait lieu sur le circuit d'Imola et faisait partie du championnat du monde de vitesse moto.

## Palmarès du Grand Prix d'Imola
| Saison | 125 cm³                   | 250 cm³                   | 500 cm³                | Résultats |
| ------ | ------------------------- | ------------------------- | ---------------------- | --------- |
| 1996   | Masaki Tokudome (Aprilia) | Ralf Waldmann (Honda)     | Michael Doohan (Honda) | Résultats |
| 1997   | Valentino Rossi (Aprilia) | Max Biaggi (Honda)        | Michael Doohan (Honda) | Résultats |
| 1998   | Tomomi Manako (Honda)     | Valentino Rossi (Aprilia) | Michael Doohan (Honda) | Résultats |
| 1999   | Marco Melandri (Honda)    | Loris Capirossi (Honda)   | Àlex Crivillé (Honda)  | Résultats |